# Stockholm Jazz Festival

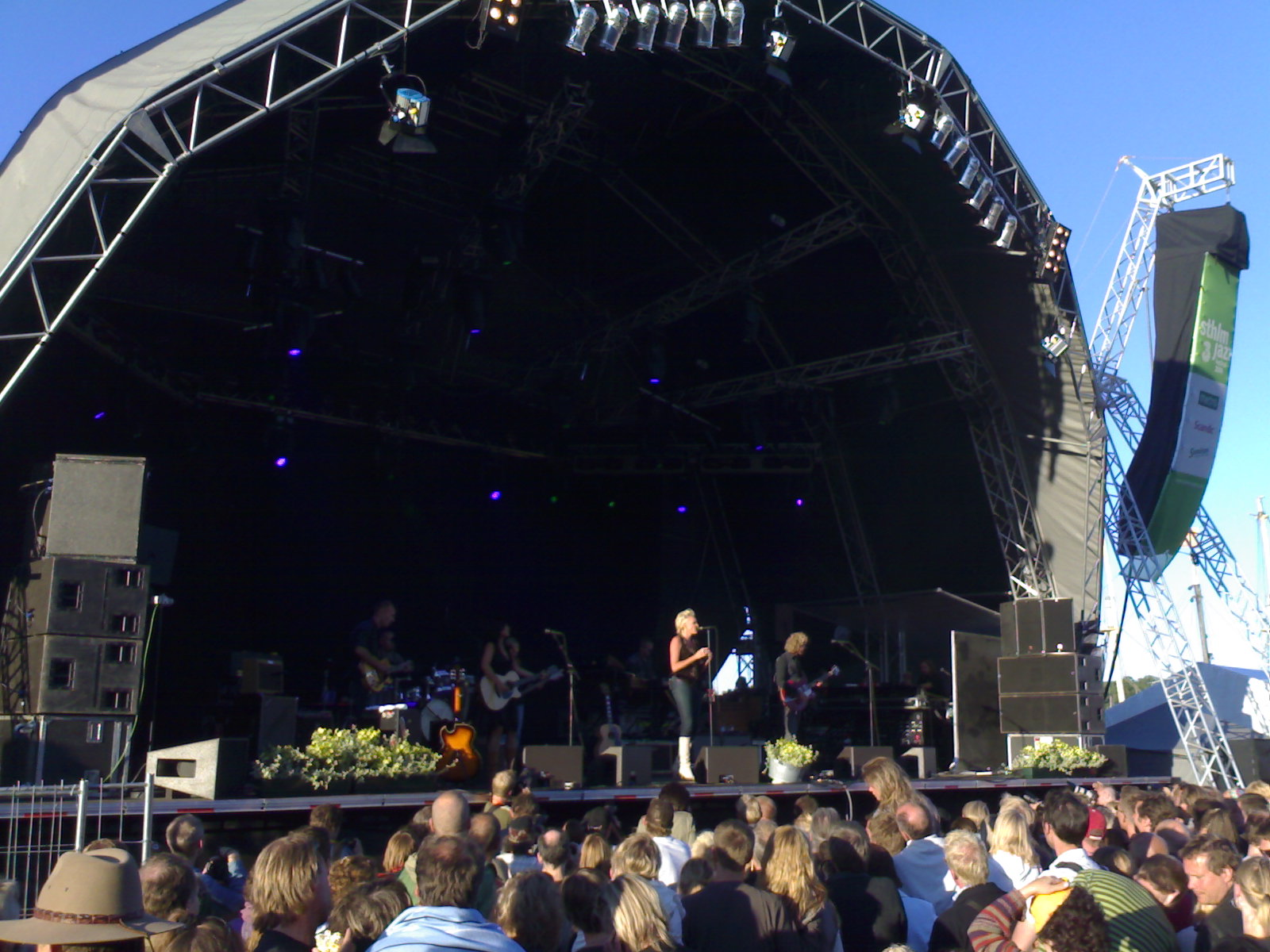
Eva Dahlgren, Stockholm Jazz Festival 2006

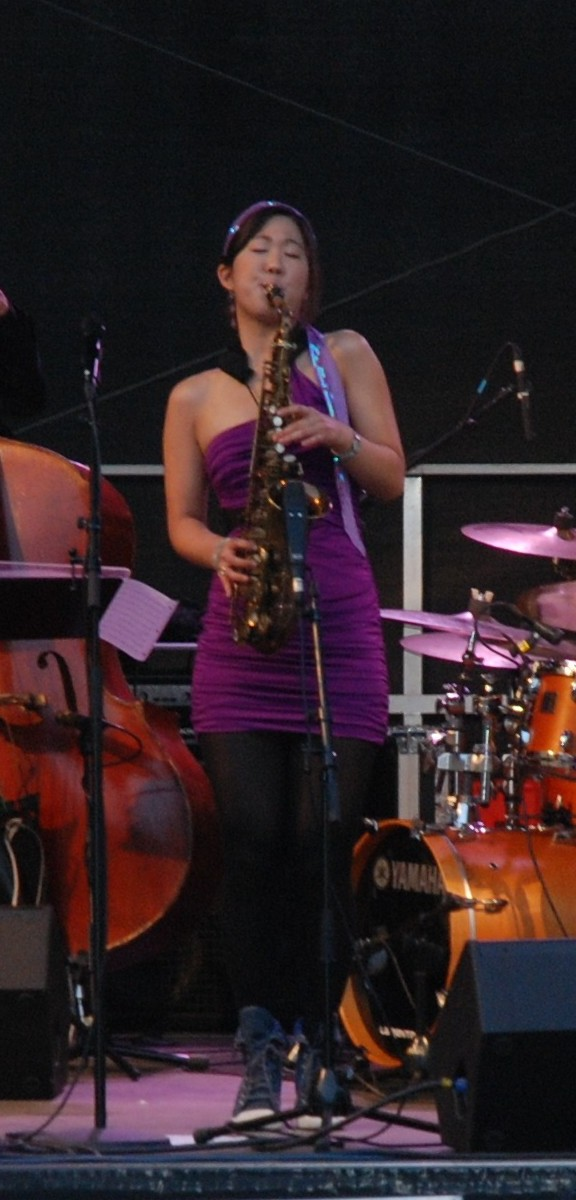
Grace Kelly, Stockholm Jazz Festival 2010

Stockholm Jazz Festival är en internationell jazzfestival i Stockholm och startades av nöjesentreprenören Bosse Stenhammar som drev festivalen från 1980 till 2000. Den gick av stapeln nedanför Moderna museet på Skeppsholmen i mitten på juli varje år sedan 1980. Festivalen flyttades till mitten av juni år 2010. Det ursprungliga namnet var "Stockholm Jazz & Blues Festival" men ändrades sen till bara "Stockholm Jazz Festival". Namnet ändrades sedan till Stockholm Jazz Fest inför 2011, då den även flyttade till Skansen.
2012 ändrade festivalen form. Den flyttade inomhus och bytte årstid. 1-7 oktober presenterades 60 konserter på ett antal scener runt om i Stockholm, bland annat Kulturhuset, Konserthuset, S:ta Clara och Fasching. Över 12 000 personer besökte festivalveckan och även ekonomiskt blev den nya festivalformen en succé. Festivalen gästades av namn som Tony Allen, George Duke, Stanley Clarke, Hiromi och Gregory Porter. 
2013 hade festivalen växt ytterligare. 21 scener runt om i Stockholm presenterade sammanlagt över 100 konserter under en veckan 14-20 oktober. Stockholm Jazz Festival gästades av internationella stjärnor som Dianne Reeves, Avishai Cohen, Cindy Blackman-Santana, Carla Bley, Snarky Puppy, Ester Rada, Kenny Garrett och många fler. Bland de inhemska namnen fanns bland andra Goran Kajfes Subtropic Arkestra, Lina Nyberg och Norrbotten Big Band, EGBA, Calle Bagge och Andreas Kleerup, Ann-Sofie Söderqvist, Monica Dominique, Anna Högbergs Attack! och Paavo3.

## Medverkande artister i urval

### 2023
- Jasmine Myra, Oddjob, Jazzoo, Carin Lundin & Ronnie Gardiner Quartet, Lakecia Benjamin, Daniel Karlsson Trio, Georg Riedels Jiddischland, Incognito (musikgrupp), Gard Nilssen's Supersonic Orchestra, Ralph Towner och Norma Winstone, Langendorf United med Joakim Åhlund & Jockum Nordström, Avishai Cohen Trio, Brandee Younger Trio mfl.

### 2022
- Gonzalo Rubalcaba och Aymée Nuviola, Immanuel Wilkins, Ilaria Capalbo, Ledisi, Isabella Lundgren, Joakim Milder i PS, Lars Danielsson i Libretto och Lina Nyberg, Amanda Ginsburg, Lovisa Jennervall, Helen Salim, Judith Hill, Gretchen Parlato, Norrbotten Big Band med Genevieve Artadi, Mats Gustafsson med 38 musiker stor ensemble i Fire! Orchestra, Bengt Beche Bergers Cool Beer Funeral Band, Damn, som firar 25 år som band, Gustav Lundgrens French Connection, Pombo, Bill Laurance, Lina Nyberg, Birgitta Flick, James Banner, Ilaria Capalbo Trio, Lisa Ullén & Henning Ullén, Fredrik Nordström, Daniel Boyacioglu & Landæus Trio, Shai Maestro Quartet, Immanuel Wilkins Quartet, Takuya Kuroda, Hiatus Kaiyote, Rhoda Scott, Daymé Arocena, Gonzalo Rubalcaba & Aymée Nuviola, Ida Sand, Becca Stevens, Milder PS, Nina Persson, Martin Hederos & Nils Berg, Becca Stevens, Nubiyan Twist, Kristin Amparo, Elaria Orchestra mfl.

### 2021
- Gilberto Gil, GoGo Penguin, Theo Croker, Melissa Aldana, Ghost Note, Ben Wendel, Amanda Ginsburg, Magic Spirit Quartet, Orkester Omnitotal (Per ”Texas” Johansson), Nubiyan Twist, Melissa Aldana, Hedvig Mollestad Trio, Svenska Folkjazzkvartetten, Groupa & Sara Parkman & Samantha Ohlanders, Ghost Note, Gustav Lundgren & Rémi Oswald, Mining, Bo Sundström, Mats Holmqvists Stora Stygga mfl.

### 2020
- Ashley Henry, Amanda Ginsburg, 4 Wheel Drive (Nils Landgren, Lars Danielsson, Michael Wollny, Wolfgang Haffner), Rymden, Lisa Nilsson med Norrbotten Big Band, Johan Lindström Septett mfl.

### 2019
- Art Ensemble of Chicago, The Lesson GK, Carla Bley Trio med  Per ”Texas” Johansson, Oddjob, Ghost Note, Isabella Lundgren, John McLaughlin & The 4th Dimension, Oum, Jonah Nilsson, Sarah McKenzie, Manish Pingle & Lamine Cissokho, Echoes of an Era, Sounds of Today & Tomorrow, Sanna Ruohoniemi, Mammal Hands, Monica Z & Jag, Magnus Carlson and the Moon Ray Quintet, Lucky Chops, Viktoria Tolstoy mfl.

### 2018
- Jan Garbarek Group, Rymden, Carla Bley Trio, Alfa Mist, Cory Wong, Stacey Kent, Yellowjackets feat. Luciana Souza, Yazz Ahmed, Bo Sundström, Sanna Ruohoniemi, Shai Maestro Trio, Daniel Karlsson Trio, Akkarai Sisters & Berger, Knutsson, Spering, Schultz, Anomalie, The Bad Plus, Julian Lage Trio, Ida Nielsen, Judith Hill, Donny McCaslin Group, Shai Maestro Trio, Daniel Karlsson Trio, Jonah Nilsson mfl.

### 2017
- Dianne Reeves, Azymuth, Roy Hargrove Quintet, Tony Allen, Vijay Iyer, Marius Neset, Tigran Hamasyan, Tonbruket, Richard Bona & Mandekan Cubano, Damn!, Kristin Amparo, Shirin, Ida Sand, Peter Asplund Aspiration, Al Di Meola, Hiromi Duet Featuring Edmar Castaneda, Nate Smith’s Kinfolk, Souljazz Orchestra, Lina Nyberg Band, Bohuslän Big Band med Maria Schneider, Kaah, Oumou Sangaré, Rigmor Gustafsson mfl.

### 2016
- Abdullah Ibrahim, Roscoe Mitchell, Dee Dee Bridgewater, Archie Shepp, Steve Gadd, Avishai Cohen, Meshell Ndegeocello, Tia Fuller, Hailu Mergia, BJ The Chicago Kid och Cory Henry, Alfredo Rodriguez Trio feat. Ganavya, Bobo Stenson, Naoko Sakata, Tingsek, Magnus Lindgren med Malena Ernman, Fatoumata Diawara med Stockholm Art Orchestra, under ledning av Nils Berg, BJ The Chicago Kid, Roscoe Mitchell & Kikanju Baku m.fl.

### 2015
- Chick Corea, Fezile 'Feya' Faku, Andreya Triana, Lina Nyberg, Noé Reinhardt, Dave Douglas Quintet, Maria Faust, Per “Texas” Johansson, Broen, Pixel, Goran Kajfeš, Rigmor Gustafsson, Bill Frisell, David's Angels, Lisa Nilsson, Raul Vaigla, Bill Öhrström, Melissa Horn, The Soul Rebels, Tomas Andersson Wij m.fl.

### 2014
- Wayne Shorter Quartet, Eliane Elias, Jamie Cullum, Angelique Kidjo, José James, Jarrod Lawson, Hanna Paulsberg Concept, Julia Biel, Kairos 4tet med Emilia Mårtensson, Kris Bowers & Julia Easterlin, Rigmor Gustafsson & Dalasinfoniettan, Sofia Jernberg & Trondheim Jazz Orchestra, Nina Ramsby & Martin Hederson, Marie Bergman, Lina Nyberg, Isabella Lundgren, Anna-Karin Westerlund, Jojje Wadenius, ASJO med Jean-Lou Treboux, Neighbourhood, Elin Ruth, Pombo, Sveriges Radio P2 Jazzkatten med Mariam Wallentin, Anna Högbergs Se och Hör, Anna-Lena Laurin Ensemble, Fire! Orchestra, EGBA, Gyldene Trion, Svenska Klackar, Kjell Öhman Trio, Susana Santos Silva, Torbjörn Zetterberg, Kamala, Håkan Broström, Kari Sjöstrands TALK, Roland Keijser, Hasse Ling & his syncopators of Swing, Johan Bjerke Upstairs Five, Mississippi Seven Band, Bernt Rosengren Quartet, Django Friends, Elise Einarsdotter Ensemble, Bengt Ernryd sextett, New Orleans Heat, Robert Erlandsson Quartet, Jazz är Farligt, The Jellybabies of Sweden, Sweet Jazz Trio, Wasa Express, Norig, Gustav Lundgren, Lill-Benghts kvartett, Vladimir Shafranov, Claes Janson och Mikael Skoglund kvartett, Noras Flacon, AMANO, Swing Magnifique, Fredrik Kronkvist Quartet, Anders Widmark, Tom-eddye Nordén, Marcks Brothers, Tobias Grim ft Karolina Vucidolac, Leo Lindberg Trio, Kim Vestin, Berglund Band, Dixie Group 62, The Sardines, Carl Orrje Trio, New Orleans Swing, Hans Backenroth Trio, Monica Dominiques Hammondparty, Sounds like moving, New Orleans Playboys, Steel MaiHeart, Ann Kristin Hedmark och Uffe Flink Trio, Patrik Bomans Ambivalent, The Viperz Orchestra, Blommans Dixieland Band, Monica Borrfors och Gösta Nilsson Trio, Christina Gustafsson och Stefan Gustafsson Trio, Örjan Hulténs Trio, The Bebop Business, Sara Sissay Quartet, JM Art, Stockholm Stompers, Molly Brunner, Tre Demoner, Pouce, Sisters of Invention, Ola Bengtson Trio, Björn arkö Group, MP Band, Jon Ben Berger och Martin Sörbom, Magnus Dölerud Quartet, Tessans Holiday, Swing & Sweet Orchestra/Five, Stalhammer Klezmer Classic Trio, Latzen Kapell, Ståhls Trio, Anos Moin World Fusion Band, Erik Söderlind Trio md Christina con Bulow, Linnea Södahl, Susanna Risberg, Max Thornberg, ME5, Mandys Blue Seven, Jazz Organ Donation, Anton Ottosson Oktett, Hayati Kafé, Calle Brickman Trio, Hot Jazz Group, Stark/Almqvist/Wiklund/Spering, Soundscape Orchestra, Gustens Svänggäng, STEVE, Bartira Fortes & Jess Quartet, Margareta Bengtson med Mathias Algotsson, Carefree Big Band med Jeanna, Hilma och Claes, Ritualia 4 mfl.

### 2013
Dianne Reeves, Cindy Blackman-Santana, Carla Bley Trio, Avishai Cohen, Harriet Tubman ft. Cassandra Wilson, Shai Maestro Trio, Snarky Puppy, Ester Rada, Monica Dominique & Annika Skogund, Kenny Garrett Quintet, Attack! med Anna Högberg, Goran Kajfes Subtropic Arkestra, Ragini Trio, Sveriges Radio P2s Jazzkatten, Oddjob: Jazzoo, Tigern säger Grr, Barnjazzfestivalen, Norrbotten Big Band med LIna Nyberg, European Jazz Orchestra underledning av Ann-Sofi Söderqvist med Kristin Amparo, EGBA, Mariam Wallentin, Nina De Heney, Lisa Ullén, Mississippi Seven Band, Swedish Creole Jazz Band, Bernt Rosengren kvartett med Christina von Bülow, Davis's Angels, Tvp Cirklar, Uzumaki Trio, Joakim Milder, Tre Demoner med Askelöf, Schultz och Söderlind, Matilda Mörk, Snorre Kirk Quintet, Mirei, Andreas Kleerup och Anders Bagge, Magma Nord, Janne Kullhammar, The Tiny, Sommerfluglfisk, Trinity, Uld Adåker, Hanna Elmquist Band, Lisa Bodelius Quartet, Ludvig Berghe, Isabella Lundgren, Empirical, Raymond Strid & Roland Keijser, Paavo3, Djangofestival, Y-Front, Lars8, Magnus Lindgren, Claes Janson, Smullotron, Fredrik Kronkvist Quartet, Amanda Sedgwick mfl.

### 2012
George Duke, Stanley Clarke, Tony Allen, Terri Lyne Carrington, Hiromi, Steve Gadd/Svante Henryson/Anders Wikh, Gretchen Parlato, Cecilia Persson Kvintett feat Per TExas Johansson, Marius Neset Golden Xplosion, Al Foster, Stacey Kent, Magnus Öström, Tonbruket, Magnus LIndgren, Gregory Porter, Nina Ramsby Ludvig Berghe Trio, Bobo Stenson Trio, Isabel Sörling Farvel, Emilia Mitiku, Adam Kanyama, Julia Spada, Samson for President, Sarah & Georg Riedel, Trimmel Tramm med Martin Hedros och vänner, Filip Jers Quartet, Franska Trion, Daniel Bingert, Leo Lindberg Trio, Paavo 8, Broström/Berghe/Lind/Stark, Klas Nevrin Trio, Bo LIndenstrand Qvartett, LED, Evan Svensson Trio feat Hannah Svensson, Gavin Minter, Travis Sullivan, Trio con Tromba, Claes Janson Band, Swedish Swing Society, Emily McEwan, Maria Winther, Isabella Lundgren, Huntress Bow, Jokrima Trio, Pygmé Jazzband, Poison Mixers, Storyville Creepers, Blommans Dixieland Band, Hot Jazz Group, Hasse Sporre Swing Quartet, No Name Trio, Jonas Östholm Trio med Lena Willemark, Lili Araujo och Gustav Lundgren, Väsen, Cornelis VS Riedel, Vivan Buczek och Peter Asplund med Claes Crona Trio, Djangofestivalen mfl.

### 2011
- Anders Widmark (Familjekonsert), Lizz Wright, Zap Mama, Chic feat. Nile Rodgers, Goran Kajfes Subtropic Arkestra, Lisa Bodelius Quartet feat Carolina Wallin Peréz (båda artisterna), LaGaylia Frazier & Jan Lundgren Trio med gäst: Hal Frazier, Lekverk med gäster, Bohuslän Big Band "Räkna Med Skägg" (Familjekonsert), Bobby Womack, David Sanborn Trio feat Joey De Francesco, Seun Kuti & Egypt 80, Donny McCaslin Quartet feat. Uri Caine & Tim Lefevbre, Andreya Triana, Bilal, Je Suis!, Bohuslän Big Band med Karl Olandersson & Klas Lindqvist ”Bird’s Bebop”, Paavo (Familjekonsert), Cassandra Wilson, Angie Stone, Ann-Sofi Söderqvist Jazz Orchestra, The Jazz Message Celebrating Art Blakey feat. Javon Jackson/Eddie Henderson/Steve Turre/Benny Green/Buster Williams/Lewis Nash, Indigo Trio feat. Nicole Mitchell/Hamid Drake/Harrison Bankhead, Robert Glasper Experiment, Rasmus Faber & Rafa Orchestra feat. Melo/Emily McEwan/Thomas Eby/Simone Moreno, Prylf m.fl.

### 2010
- Avishai Cohen "Aurora", Bobo Stenson Trio, The Brand New Heavies, China Moses & Raphael Lemonnier Quartet, Chucho Valdés & The Afro-Cuban Messengers, Courtney Pine, Erik Lindeborg Trio, Den Olydiga Ballongen med Lina Nyberg, Elin Larsson & Kristin Amparo: Limitless, Fire!, Georg Riedel med vänner, Grace Kelly, Gretchen Parlato, Håkan Broströms New Places Orchestra feat. Viktoria Tolstoy & Meja, Jasmine Kara, Jazzanova Live Feat Paul Randolph, Jenny Wilson & Tensta Gospel Choir, John Scofield Piety Street Band, Kul Djur - En musikalisk safari i storbandstappning, Kool & The Gang, Michael Ruff, Missy Elliott, Nils Landgren Funk Unit feat. Fred Wesley, Omar, Roy Ayers, Samuel Hällkvist Center, Simone Moreno, Tensta Gospel Choir, Thomas Sandberg, TrioVD, Karin Inde, Wayne Shorter Quartet m.fl.

### 2009
- Abdullah Ibrahim Trio "Jacaranda Blue", Allen Touissant, Anders Widmark Transformation, Booker T, Dag Arnesen: Norwegian Songs, Dr John, Elin Larsson, Emiliana Torrini, Erik Oscarsson Quintet, Erykah Badu, Estelle, Gilberto GIL, Guru's Jazzmatazz feat Solar and the 7 Grand Players, Hazmat Modine, Headhunters, JR Walkers All Star Band, Jacob Karlzon, Jake Shimabukuro, Jon Hassell & Maarifa Street, Jonas Kullhammar Quartet + gäster, Josefine Lindstrand, Joss Stone, Kind of Blue, Kira Kira, Kristin Amparo, Lars Jansson Trio med gäster, Lee Ritenour, Leela James, Lennart Åberg Band: Het Sommar, Lisa Ullén & Nina DeHeney, Little Feat, Magdalena Konefal & The Rebirth Station, Magnum Mysterium, Magnus Carlson & The Moon Ray Quintet, Magnus Lindgren Batucada Jazz, McCoy Tyner Trio With Special guest Bill Frisell, Meshell Ndegeocello, Mike Stern, Nguyen La Saiyuki Trio, Oddjobb, Palle Danielsson Quartet "Contra Post" & gäster, Pauline, Raphael Saadiq, Raul Midón, Richard Galliano Quartet feat Rubalcaba, Bona and Penn, Roy Hargrove Big Band, SMV-The Thunder Tour, Sing the Truth: The Music of Nina Simone, Angelique Kidjo, Dianne Reeves, Simone & Lizz Wright, Sofia Jannok, Sonny Rollins, Spökjazz för barn med Amanda Sedgwick, Still Black Still Proud, Stina Hellberg: Stories from my Chip Shop, Susanna, The Blind Boys Of Alabama, Theresa Andersson, Timbuktu & Damn!, Titiyo m.fl.

### 2008
- Mary J Blige, Eliane Elias, SFJAZZ Collective, Nils Petter Molvaer Group, Patti Smith, Esperanza Spalding, Scott Hamilton Scandinavian Five, Van Morrison, Tower of Power, Nina Ramsby Ludvig Berghe Trio, Sliding Hammers!, Rigmor Gustafsson Quartet, Perssons Jazz med Bent Persson gästad av Thomas Winteler, Davell Crawford, Bobo Stenson Trio, Abraham Burton - Eric McPherson Quartet, Fredrik Lindborg/Karl Olandersson BOP COMBO, Therése Neaimé, Alberto Pinton Quintet, Christian Kjellvander, Seppo Kantonen & Tokka, Cali Quartet, Marit Bergman, Till Brönner, The Soundtrack of Our Lives, JazzKamikaze, Looptroop Rockers, Tommy Körberg & The Way Beyond Band, Ulf Bejerstrand, Charleston Sisters & the Golden Boys, Stevie Klassons Fat Chance, MusicMusicMusic, Svante Thuresson med Peter Johannesson SIXTUS, Deborah Brown med Andreas Pettersson Quartet, Sofia Pettersson, Emily Mc Ewan, Kullrusk, The Disciples of Groove, Fredrik Ljungkvist - Yun Kan 10, Trondheim Jazz Orchestra, Svante Grundberg Mattias Jarheden med band, Wildbirds & Peacedrums, Perssons Jazz med Bent Persson gästad av Thomas Winteler, Amanda Sedgwick & DELIGHTNESS, Wasa Express, Peter Asplund Quartet, Anders Bergcrantz Quintet, Joan Armatrading, Blacknuss and the Funky Avant Garde Allstars mfl.

### 2007
- Margareta Bengtson, Asha Ali, Across Late, Fibes, Oh Fibes!, Sophie Zelmani, All The Way From, Ballroom Big Band, Steely Dan, Eric Gadd, Don Byron, South Maxico, Jojje Wadenius, Tingvall Trio, Ndr Big Band M. Nils Landgren & Magnus Lindgren, Dave Holland Quintet, India.Arie, Koop, Spunk Funk, Andreas Pettersson Kvartett, Autorickshaw, Paavo, Nils Berg 5, The Bad Plus, Randy Crawford & Joe Sample, Raoul Björkenheim Trio, Jobalites, Marcus Wyatt,Laleh, Joshua Redman Trio,Ziggy Marley, Viktoria Tolstoy Group, Nina Ramsby & Martin Hederos, Sliding Hammers, Hitomi Nishiyama, Blood, Sweat & Tears, Al Foster, The Johns, The Commitments mfl.

### 2006
- Anders Widmark, Anna Christoffersson/Steve Dobrogosz, Avishai Cohen Trio, Bill Frisell Quintet, Bo Kaspers Orkester, Bohuslän Big Band med Georgie Fame, Daniel Tilling Trio, Eva Dahlgren, Fabian Kallerdahl Galore, Fiction Plane, Fredrik Lindborg Quartet, George Riedel/Jan Lundgren Duo, Hot Club De Suede, Jesse's New Orleans Brass Band, Jonas Kullhammar Quartet, Kanye West, Kenny Garrett, Lina Nyberg Pling, Lindha Kallerdahl, Lisa Miskovsky, Louise Hoffsten, Maceo Parker, Magnus Lindgren Quartet, Miriam Makeba, Moneybrother, Nils Landgren Funk Unit, Ola Bengtsson Kvartett, Oskar Schönning, Petter, Roosevelt Jazz Ensemble, Shuffle Demons, Sky High, South London Jazz Orchestra, Spanner, Sting, Summit Meeting, The Neville Brothers, Torbjörn Zetterberg All Stars, TromboCombo Cocktail Orchestra mfl.

### 2005
- Gugge Hedrenius Rhythm & Blues Jazz Orchestra, Rigmor Gustafsson med Jacky Terrasson Trio, Jeanette Lindström, Soulive, Lauryn Hill , TIME med Petur Östlund, Daniel Karlsson och Pan-Pan "Jazz i Sverige 2005", Roy Haynes Fountain of Youth, Lee Ritenour, Jonny Lang, Voice, Beady Belle, Sonik Mechatronik Arkestra med Daniel Boyacioglu, Angelique Kidjo, Timbuktu/Damn!, Bo Sundström, Goran Kajfes-Headspin, Christian Walz, Robyn, Blacknuss med Titiyo, Eagle Eye Cherry m fl, Torbjörn Zetterberg, Djabe, Linda Pettersson, Peter Cincotti, Blue House Jazz Orchestra med Magnus Lindgren & Peter Asplund, A Tribute to the Montmartre med Toots Thielemans, Jonny Griffin, Lisa Nilsson m fl, Mighty Sam McClain, Los Van Van, Van der Schyff Project, Tim Posgate/Howard Johnson, Fredrik Norén Band, Midnattskonsert med Agneta Baumann, Karl-Martin Almqvist, Algotsson Setterlind Duo, Alex van Heerden, John Abercrombie mfl.

### 2004
- Angie Stone, Benny Golson & Friends, Bobo Stenson Trio, Bonnie Raitt, Branford Marsalis, Bruce Barth Trio, Campbell Brothers - Sacred Steel, Carla Cook Quintet, Dave Brubeck Quartet, Dawn Thomson Quartet, E.S.T. - Esbjörn Svensson Trio, Elise Einarsdotter, Fredrik Ljungkvist Yun, Kan Five, Jam Sessions, Jon Ballantyne, Jon Faddis & Blue House Jazz All Stars, Jonas Kullhammar Quartet & Norrbotten Big Band, Jools Holland R&B Orchestra w Sam Brown and Ruby Turner, Karl-Martin Almqvist Quartet, Kevin Dean B3 Band, Ladysmith Black Mambazo, LaGaylia med f&s.band, Lars Jansson Trio, Lisa Ekdahl, Magnus Broo Quartet, Marmaduke - A tribute to Charlie Parker, Mikael Rickfors, Nils Landgren Funk Unit - Funky Abba, Oddjob, Per Henrik Wallin, Randy Brecker & Bill Evans NY Soul Bop, Rigmor Gustafsson, Shikandaza - special guest Ian McGregor Smith, Silje Nergaard Quartet, Stevie Wonder, Stevie!, Suss von Ahn, Sven Zetterberg, Tim Ries The Stones Project, Torbjorn Zetterberg Hot 5, Trio Töykeat, Ulf Wakenius Quartet - In the spirit of Oscar, Van Morrison, Viktoria Tolstoy, Young Nordic Comets m.fl.

### 2003
- Bobby McFerrin, Common, Kaah, Dave Holland, Herbie Hancock, Tania Maria, Svend Asmussen, Nile Rodgers & Chic, Latin Giants of Jazz, Oddjob, Lisa Nilsson, Stephen Simmonds, Lucky Peterson, Hiram Bullock, Eliane Elias, Jens Lysdal, Maceo Parker, Randy Brecker, Bill Evans, Nils Landgren, Ronnie Cuber, Dave Kikoski, Gladys del Pilar, Servants, The Masters Voice, Blues Brothers, Louise Hoffsten, Frank Ådahl, Little Chris, Dave Liebman, Jacob Karlzon, Anna Sise, Lisa Werlinder, Ray Gelato Giants, Marie Bergman, Tolvan Big Band, Eeero Koivistoinen & Senegalese Drums, Lenni-Kalle Taipale, Zifa, Roy Hargrove, Spyro Gyra, Sierra Maestra, Calle Real, Anders Widmark, Sara Isaksson, Caecilie Norby, Jonas Kullhammar, Andreas Pettersson, Ernie Watts, Lina Nyberg, Rigmor Gustafsson, Jeanette Lindström, Jon Ballantyne, Hot´n Spicy, Putte Wickman, Arne Domnerus, Josefine Cronholm, Adam Forkelid, Sliding Hammers, Jesper Thilo, Hacke Björkstén, Nisse Sandström, Blue Note Sextett, Mats Holmquist Stora Stygga, Jonatan Stenson, Mats/Morgan Band, Claes Crona Trio, Peter Johannesson Sixtus, Pierre Swärd & Blues Extension. m.fl.

### 2002
- Angie Stone, Chaka Khan, Simentera, Ken Peplowski, Putte Wickman, Claudia Acuna, John Scofield, Al Foster, Joe Lovano, Dave Holland, Hot´n Spicy, Magnus Lindgren & Radiojazzgruppen, Stacey Kent, Steps Ahead - Mike Manieri, Peter Erskine, Eliane Elias, Marc Johnson, Nils Landgren Funk Unit, MCP3, Svante Thuresson, Katrine Madsen, Anders Bergcrantz, Blind Boys of Alabama, Mothers Finest, Ale Möller & Världsmusikorkestern, Louise Hoffsten, Jonas Kullhammar Quartet, Richard Bona, Blacknuss All Stars, Titiyo, Stephen Simmonds, Woody Herman Orchestra & Freddy Cole, Jan Lundgren Trio & Fredrik Kronqvist, Miriam Aida, Kurt Rosenwinkel, Marc Turner, Victor Bailey Group - Bennie Maupin, Chris Dave, David Gilmore, Jim Beard, Salazar ´Da Beauteey, Janne Ersson Big Band, Ulf Wakenius, Charlie Norman, Jaga Jazzist, Bo Kaspers, Lisa Nilsson, Pierre Swärd, Sven Zetterberg, Claes Yngström, Anders Widmark. m.fl.

### 2001
- BB King, Putte Wickman, Arne Domnérus, Pierre Swärd, Joe Zawinul, Ulf Wakenius, Fredrik Nordström, Wayne Shorter, Nils Landgren Funk Unit, Silje Neergard, Chris Potter, Patrik Boman, Bill Evans & Push, Maceo Parker, Matt Wilson, Fredrik Norén, Brad Mehldau, Robert Cray, Big Bad Voodoo Daddy, Dawn Thomson Quintet, Terence Blanchard, Hacke Björkstén, Lennart Åberg, Michael & Randy Brecker Accoustic Band, Sven Zetterberg & Mescaleros, John Mayall & Bluesbreakers, Lina Nyberg, Scott Hamilton, Niels-Henning Örsted-Pedersen, Mulgrew Miller, Alvin Queen, Richard Bona, Blacknuss All Stars, Lisa Nilsson, Spicy Advice Ragtime Band. m.fl.

### 2000
- Esbjörn Svensson Trio, Monk Tentet All Stars, Al Jarreau, Nicholas Payton Big Band, Bernt Rosengren, Herbie Hancock Sextet, Eddie Henderson, Dr John, Wayne Krantz, Tim Hagans, Bob Belden, Robyn, David Sanborn, Joe Sample, Brian Blade, Richard Bona, Jon Faddis, Randy Brecker, Terell Stafford, Cedar Walton, Peter Washington, Peter Asplund, Joe Lovano Quartet, Blues Brothers Band, Eddie Floyd, Putte Wickman, Svante Thuresson, Katrine Madsen, Claes Crona Trio, Mark Isham, Lars Erstrand, Suzanne Vega, David Sanchez, Nils Landgren Funk Unit, Jeff Healey, Johan Borgström, Georgie Fame, Toots Thielemans, Mingus Big Band, McCoy Tyner, Mats Ronander, Kool & The Gang. m.fl.

### 1999
- The Roots, Peter Green & Splinter Group, Jonny Lang Blues Band, George Clinton P Funk All Stars, Magnus Lindgren, Monica Zetterlund, Maynard Ferguson, Ray Charles, Henry Pucho Brown, Roy Hargrove, Frank Lacy, Larry Willis, David Murray, Carmen Bradford, Dianne Reeves, Hector Bingert, Susana Rinaldi, Nappy Brown, Patrik Boman, Eric Bibb, Tommy Körberg, Tim Hagans, Norrbotten Big Band, Chick Corea, Gary Burton, Nils Landgren Funk Unit, Peps Persson & Blues Transfusion, Viktoria Tolstoy, Ulf Wakenius, Lennart Åberg, Palle Danielsson, Bobo Stenson, Bob Sheppard, Avishai Cohen, Azure McCall, Master Henry Gibson, Peter Nordahl, Svante Thuresson, Nicholas Payton, Terell Stafford, Rickie Lee Jones, Clark terry, Tito Puente, Robben Ford m.fl.

### 1995 - 1998
- Uppehåll av festivalen under dessa år på grund av byggnation av Moderna Museet på Skeppsholmen.  No festivals due to the construction work of Museum of Modern Art at Skeppsholmen.

### 1994
- BB King, The Roots, Al Green, Jimmy Scott, Memphis Horn, Yellowjackets, Roy Hargrove, Lena Willemark, Terence Blanchard, Carleen Anderson, Jerry Bergonzi, Wayne Krantz, Tom Harrell, Putte Wickman, Ulf Wakenius, Jukkis Uotila, Wayne Krantz, Anders Bergqrantz, Mark Murphy, Lionel Hampton, Clark Terry, Johnny Copeland, Blacknuss All Stars, Eric Gadd, Jojje Wadenius, Earl Thomas, Sherman Robertson, Ken Peplowski, Robben Ford, John Patitucci, Chicago Express, Bobby Bland, Mike Stern, Eddie Palmieri, Sky High, Duke Ellington Orchestra, Nils Landgren Unit, Brooklyn Funk Essentials, The Latin Kings, Blacknuss Allstars med Jennifer Brown m.fl.

### 1993
- Ray Charles, Carrie Smith, Maceo Parker, Fred Wesley, PeeWee Ellis, Jesse Davis, Ronny Jordan, Jamiroquai, Guru, Roy Ayers, Donald Byrd, Noel McKoy, Mike Stern, Peter Asplund, Gil Scott-Heron, Bill Frisell, Joey Baron, Yusef Lateef, Tito Puente, James Moody, Mongo Santamaria, Rolf Ericsson, Horace Parlan, Claes Janson, Patchwork, Hasse Kahn, Joshua Redman, Chris McBride, Geoff Keezer, Abbey Lincoln, Keziah Jones, Denise LaSalle, The Muscle Shoals Horn and Rythm Section, Mike Griffin, Carin Lundin, Ray Brown, Delbert MacClinton, Hedningarna, Sonya Hedenbratt, Roy Haynes, Herbie Hancock, Magnus Lindgren, Nils Landgren, Peter Johannesson, Peter Danemo, Esbjörn Svensson, Eddie Henderson, Hank Jones, Ray Drummond, Alvin Queen, Roy Hargrove, Tommy Körberg, Joe Henderson, Dave Holland, Al Foster, Defunkt, Vibe, Mose Allison, Manhattan Transfer. m.fl.

### 1992
- Defunkt, Tomas Franck, Abraham Laboriel, Alex Acuna, Albert Collins, Georgie Fame, Jonas Knutsson, Roots, Red Rodney, James Moody, Roy Hargrove, John Scofield, Mike Gibbs, Archie Shepp, Freddie Hubbard, John Campbell, Dr John, Eddie Bo, Willie Mink Deville, Pierre Swärd, Gang Starr, Brand New Heavies, Tito Puente, Celia Cruz, Sivuca, Youssou N´Dour, Maynard Ferguson, Maceo Parker, Albert King, Lina Nyberg, Arne Domnérus, Carol Leigh, Robben Ford, Herbie Hancock, Wayne Shorter, Ron Carter, Tony Williams, Wallace Roney, Rickie Lee Jones, Art Van Damme, Nils-Bertil Dahlander, George Shearing, Blood Sweat & Tears med David Clayton-Thomas, Jimmy Smith, Jimmy McGriff, Buddy Guy.

### 1991
- BB King, Comp 90, Carrie Smith, Bernard Purdie, John Moody, Andrej Ryabov, Andrej Kondakov, Mongo Santamaria, Ulf Johansson, Red Rodney, Sven Zetterberg, Chicago Express, Benny Waters, Lester Bowie, Scott Hamilton, Putte Wickman, Betty Carter, Gilberto Gil, Manhattan Transfer, Dizzy Gillespie, Miriam Makeba, Paquito D´Rivera, The Dubliners, Alison Krauss, Susana Rinaldi, Joe Henderson, Randy Brecker, John Mayall & Bluesbreakers, Oliver Jones, Melvin Taylor, Buck Clayton, Ralph Towner, Nana Vasconcelos, Arild Andersen, Etta Cameron, Anders Bergcrantz, John Scofield, Rolf Wikström, Joe Lovano, Marc Johnson, Anders Widmark, Rebecka Törnqvist, Luther Allison, James Morrison Toots Thielemans, Arturo Sandoval, Koko Taylor, Michael Ruff, Leslie Smith, Nils Landgren, Per Lindwall, Henrik Jansson, David Sanborn, Kenny Kirkland, Al Foster, Charlie Haden.

### 1990
- Scott Hamilton, Palle Danielsson, Rick Margitza, Ulf Wakenius, Adam Nussbaum, Otis Clay, Lina Nyberg, Monty Sunshine, Jonas Knutsson, Max Schultz, Christian Spering, Greg Gisbert, Deborah Brown, Paco de Lucia, Sun Ra, Johnny Guitar Watson, Peps Persson, Herb Geller, Hayati Kafé, Warren Vaché, Louise Hoffsten, Ulf Johansson, Esbjörn Svensson, Lars Lindgren, Champion Jack Dupree, Ken Lending, Jan Harrington, Gary Burton, Larry grenadier, Illinois Jacquet, Chucho Valdes, Buck Owens, Micky Muster, Little Richard, Bunny Wailer, Ella Fitzgerald, Mike Wofford, Joe Pass, Mia Kempff, Clara Kempff, Claes Yngström, Edgar Winter, Rick Derringer, Mothers Finest, Dave Castle, Carrie Smith, Bernard Purdie, Ronnie Scott, Nina Simone, Lucky Peterson, Booker T Jones, Steve Cropper, Donald Duck Dunn, Tito Puente, Celia Cruz, Mats Holmquist Stora Stygga, Alex Acuna, Wayne Shorter, Larry Coryell, Bob Berg, Mike Stern, Dennis Chambers, Delbert MacClinton, Bo Diddley, Robben Ford, Stina Nordenstam, Manteca, Mel Tormé, Van Morrisson, Georgie Fame.

### 1989
- Scott Hamilton, Astrud Gilberto, Jimmy Heath, Roger Kellaway, Lester Bowie, Arthur Blythe, Chico Freeman, Mighty clouds of joy, Lionel Hampton, Chris Barber, Al diMeola, Larry Coryell, Randy Brecker, Bob Berg, David Kikowski, Joey Baron, Joakim Milder, Chick Corea, John Pattitucci, Dave Weckl, Lonnie Mack, Charles Brown, Rhiannon, Monty Alexander, Charles Mingus Superband, Stan Getz, Ray Drummond, Herman Riley Jr.

### 1988
- Tony Williams, Wallace Roney, Mulgrew Miller, Charnett Moffet, Art Blakey, Peps Blodsband, James Blood Ulmer, Fostina Dixon, Henry Gibson, Charles Lloyd, Bobo Stenson, Palle Danielsson, Illinois Jacquet, Steve Dobrogosz, Otis Rush, Horace Silver, Palle Mikkelborg, Clark Terry, Mikael Råberg, Larry Scheider, Niels Lan Doky, Screamin´ Jay Hawkins, Mel Lewis, Donald Byrd, Yasuhito Mori, Charmaine Neville, Anson Funderburgh, Sam Mayers, Rune Gustafsson, Bob Brookmeyer, Beverly Glenn, Carrie Smith, Indian Time, Mynta, Buck Clayton, Buddy Tate, Ruby Braff, George Wien, Warren Vaché, Yellowjackets.

### 1987
- Lena Ericsson, Svante Thuresson, Carrie Smith, Charlie Norman, Courtney Pine, Palle Mikkelborg, Niels-Henning Örsted-Pedersen, Airto Moriera, Flora Purim, Michel Petrucciani, BB King, The Real Group, Frogman Henry, Bob Mintzer, Arturo Sandoval, Earl King, Jack Lidströms Hep Cats, Ken Colyer, Eddie Harris, Bross Townsend, Bengt-Arne Wallin, Nils Landgren, Freddie Hubbard, Scott Hamilton, Stanley Jordan, Nina Simone, Johan Stengård, Rolf Wikström, Joe Henderson, Kenny Kirkland, Charlie Haden, Al Foster, Chicago Express, Chuck Berry, Phil Woods, Sivuca, Dizzy Gillespie, Albert Collins, Hawk on Flight, Gato Barbieri, Esbjörn Svensson, Stan Getz, Kenny Barron, Rufus Reid, Victor Lewis.

### 1986
- Buddy Rich, Richie Cole, Koinonia, Roffe Ericsson, Nisse Sandström, Modern Jazz Quartet, Betty Carter, Robert Cray, McCoy Tyner, Freddie Hubbard, Lloyd Mayers, Linda Hopkins, New Rythm & Blues Quartet NRBQ, David Wilczewski, Buddy Guy, Junior Wells, Eje Thelin, Bobo Stenson, Paul Butterfield, Jukka Tolonen, Bill Öhrström, Kenny Håkansson, Otis Rush, Lena Willemark, Claes Janson, Larry Coryell, Emily Remler, Luther Allison, Paquito d´Rivera, Claes Yngström, Manu Dibango, Jon Faddis, Clark Terry, Benny Bailey, Katie Webster.

### 1985
- Marlena Shaw, Jack Sheldon, Linda Hopkins, Bobby McFerrin, Bernt Rosengren, Lasse Danielsson, Anders Bergcrantz, Sven Berggren, Benny Waters, Chet Baker, Philippe Catherine, Joe Zawinul, McCoy Tyner, Pharaoh Sanders, Peps Persson, Jimmy Witherspoon, DeDe Bridgewater, Horace Parlan, Michal Urbaniak, John McLaughlin, Jonas Hellborg, Dakota Staton, Harry Edison, Duke Robillard, Slim Gaillard, Woody Shaw, Donald Byrd, Johnny Griffin, Mel Lewis Big Band, Count Basie Big Band, Thad Jones, Joe Williams, Benny Carter, Nat Adderly, Ronnie Gardiner, Stevie Ray Vaughn, Casiopea.

### 1984
- Hank Crawford, Georgie Fame, Lester Bowie, Monica Zetterlund, Abraham Laboriel, Alex Acuna, Jack Liedström, Scott Hamilton, May Arnette, Art Blakey, Terence Blanchard, Donald Harrison, Jojje Wadenius, Ulf Wakenius, Tolvan Big Band, Gals&Pals, Gunnar Wenneborg, Hector Bingert, Janne Schaffer, George Adams, Don Pullen, Dave Holland, Kenny Wheeler, Chick Corea, Steve Kujala, James Blood Ulmer, Mose Allison, Red Mitchell, Egba, BB King, Etta Cameron, Mynta, Christer Boustedt, Tal Farlow, Randy Brecker, Eliane Elias, Adam Nussbaum, Eddie Gomez, Stanley Clarke, Miroslav Vituos.

### 1983
- Lionel Hampton, Jojje Wadenius, Totta Näslund, Monica Zetterlund, Pepper Adams, Dizzy Gillespie, Bob Berg, Svante Thuresson, Lill Lindfors, Harold Land, Bobby Hutcherson, Curtis Fuller, Cedar Walton, Buster Williams, Billy Higgins, Patty LaRue, Al Rapone, Svend Asmussen, Scott Hamilton, Palle Mikkelborg, Benny Bailey, Chet Baker, Georgie Fame, Sylvia Vrethammar, Tania Maria, Tommy Körberg, Egil Johansen, Duke Jordan, Arnett Cobb, Janne Schaffer, Toots Thielemans.

### 1982
- Monica Borrfors, Maxine Sullivan, Al Cohn, Zoot Sims, Bill Watrous, Georgie Fame, Rolf Wickström, Johan Stengård, Art Blakey, Terence Blanchard, Bill Pierce, Clark Terry, Jack DeJohnette, James Cotton, Bosse Broberg, Joe Williams, Flip Philips, David Murray, John Purcell, Peter Warren, Tim Hagans, Etta Cameron, Tommy Körberg, Georgie Fame, Thad Jones, Mads Vinding, Buddy de Franco, Terry Gibbs, Putte Wickman, John Scofield, Steve Swallow, Adam Nussbaum, Lou Donaldson, Rodney Jones, Don Pullen, Art Blakey, Ron Carter, Slim Notini, Maxine Sullivan, Bud Freeman, Ruby Braff, Roffe Berg, Lars Erstrand, Raul Machito Grillo, Phil Woods, George Adam, Jan Harrington.

### 1981
- Dexter Gordon, Rolf Wikström, Wild Bill Davidson, Zoot Sims, Maxine Sullivan, Gunnar Siljabloo Nilsson, Lars Erstrand, Red Mitchell, Peter Gullin, Mats Bergström, Chico Freeman, Billy Higgins, Clarence Brown, Panama Francis, Freddie Hubbard, Hank Jones, Arne Papa Bue Jensen, Ulf Wakenius, Betty Carter, Dave Brubeck, Jerry Bergonzi, Joanne Bracken, Curtis Fuller, Ed Thigpen, Jesper Thilo, Tim Hagans, Ernie Wilkins, Roland Hanna, George Adams, Don Pullen, Woody Shaw, Dizzy Gillespie, Billy Higgins.

### 1980
- Dizzy Gillespie, Arne Domnérus, Stan Getz, Gugge Hedrenius, Pharaoh Sanders, Toots Thielemans, Champion Jack Dupree, Benny Carter, Clark Terry, Gerry Mulligan, Svend Asmussen, Kenny Burrell, Christer Boustedt, Scott Hamilton, James Moody, Sherman Ferguson, Ray Brown, Red Mitchell, Georg Riedel, Peps Persson, Kisa Magnusson, Warren Vaché, Tommy Flanagan.

## Stockholm Jazzathon
Stockholm Jazzathon är ett världsrekordförsök i fri jazzimprovisation. Under fem dygn spelar över hundra musiker på Clarion Hotel Stockholm. Allt streamas live dygnet runt via webbkanalen stockholmjazzathon.com som en del av Stockholm Jazz Festival, som börjar när rekordet är slaget den 16 juli 2008.[källa behövs]